# Armand Joseph de Béthune

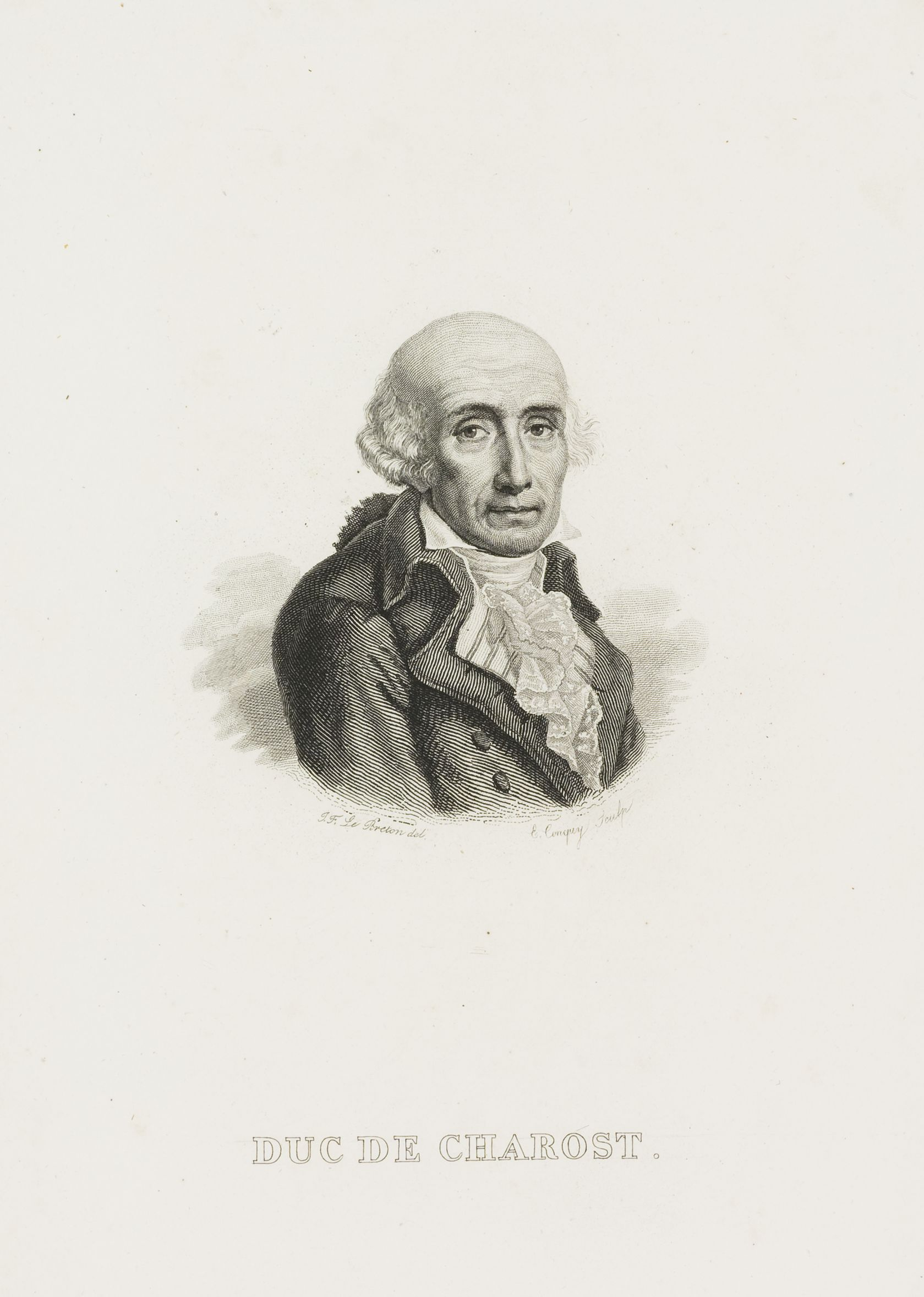
Armand Joseph de Béthune

Armand Joseph de Béthune, hertig av Charost, född 1738 i Versailles, död 1800, var en fransk godsägare.
Efter att ha tjänstgjort vid franska armén ägnade sig Béthune från 1763 åt skötseln av sina stora gods i Berry, Bretagne och Picardie och åt filantropisk verksamhet. Han sökte framför allt att förbättra böndernas ställning och införde bland annat försäkring mot brand- och hagelskada. I nationalförsamlingen arbetade han för en rättvis fördelning av skatterna. Under skräckväldet satt han fängslad i sex månader.